# Élections législatives polonaises de 1938
Les élections législatives polonaises de 1938 se déroulent du 6 au 11 novembre 1938. Ce sont les dernières élections de la Deuxième République de Pologne. Elles sont remportées par le Camp de l'unité nationale (Obóz Zjednoczenia Narodowego, OZN) - membre de la coalition Sanacja - avec 164 (ou 161) sièges sur les 230 (ou 208) du Sejm et les 64 du Sénat. Les restes des sièges (47) reviennent à des candidats indépendants, pour la majorité membres des minorités ethnique juives et ukrainiennes. 
Les élections sont régies par la Constitution d'Avril.

## Résultats
| Parti                        | Sièges (Sejm) | Sièges (Sénat) |
| ---------------------------- | ------------- | -------------- |
| Obóz Zjednoczenia Narodowego | 161           | 64             |
| Indépendants                 | 47            | 0              |
| Total                        | 208           | 64             |

## Sources
- (en) Cet article est partiellement ou en totalité issu de l’article de Wikipédia en anglais intitulé « Polish legislative election, 1938 » (voir la liste des auteurs).